# Telerrealidad en Perú
La telerrealidad en Perú corresponde aquellos programas televisivos de su género emitidos en territorio peruano en que participan personajes reales. Esta se popularizó en la década de 2010 con los programas de corte competitivo físico y juvenil (llamados «reality de competencias»), transmitidos principalmente en ATV (Combate), América Televisión (Esto es guerra) y Latina (Bienvenida la tarde: la competencia).

## Historia y desarrollo

### Concepción dereality show
La concepción de reality show no se definió como tal hasta inicios de los años 2000. En este tiempo se realizaron los primeros programas de este estilo como Mónica en acción de la periodista Mónica Chang, centrado en crónicas en primera persona sobre eventos criminales. Esto le permitió reemplazar a Laura Bozzo con su derivado social Hablemos claro.
Posteriormente se desarrollaron formatos basados en Gran Hermano como La casa de los secretos (Frecuencia Latina), y sus adaptaciones locales como La casa de Magaly (ATV) y La casa de Gisela (Frecuencia Latina), que corresponden a Magaly Medina y Gisela Valcárcel como conductoras. En 2008 GV Producciones se adoptó el estilo de concurso de baile bajo este formato como el primer Bailando por un sueño, para Panamericana, en que ATV también lanzó su contraparte Bailando con la Urraca.
A finales de la década de 2000, surgió el género de los talent show con dos programas destacados: Superstar y Camino a la fama. No obstante, Superstar enfrentó acusaciones de infracción de derechos de autor por parte de FremantleMedia, quien alegaba similitudes con su programa  American Idol.
Para la siguiente década, a diferencia de los formatos de competencia de corte juvenil convencionales, Latina Televisión realizó su adaptación de su programa juvenil Rojo, la competencia de celebridades Los reyes del playback y sus concursos de talento vocal para todo público Yo soy, Perú tiene talento, La voz, entre otros. En 2022 prevalece los concursos de talento vocal La voz y La gran estrella, cuyos concursantes son elegidos previamente por casting. En 2023 el canal Latina Televisión anunció un programa especial para seleccionar a los mejores concursantes de Yo soy, Perú tiene talento y La voz.
No obstante, Latina realizó otros espacios, entre ellos, fenecidos programas centrados en buscar pareja, situaciones cotidianas de Susy Díaz, y docuseries con la selección femenina de voleibol del Perú. Incluso en 2023, probó con el programa de temática gastronómica El gran chef famosos. ATV, en cambio, realizó segmentos enfocados en la vivencia de celebridades televisivas en hogares de situación de pobreza como Vidas extremas  bajo la conducción de Álamo Pérez-Luna. Uno de los programas de su tipo que permaneció en el tiempo fue Volverte a ver.

### Formato de competencia de corte juvenil
En junio de 2011 se estrenó Combate en ATV. Fue el primer programa de su estilo, producido por Marisol Crousillat bajo la conducción de Gian Piero Díaz y Renzo Schuller. Crousillat combinó el concepto de competencia entre concursantes con lo que denomina «show», momentos atractivos que incluye pleitos y romances entre ellos. En mayo de 2012 América Televisión, al rentabilizar su secuencia dentro del programa Dos para las siete, relanzó Esto es guerra. Inicialmente era una competencia entre «hombres» y «mujeres», posteriormente deja de ser una secuencia y reemplaza al programa Dos para las siete. En enero de 2013, cambia de mecánica y forma equipos mixtos denominados «Leones» y «Cobras», luego en 2018 los equipos mixtos cambiaron de nombre a «Guerreros» y "Combatientes».
Panamericana, de su parte, estrenó en agosto de 2012 Desafío bajo la conducción de Raúl Romero y Anna Carina del antecedido espacio de talentos Desafío sin fronteras. El programa reunió a los personajes de la farándula en los equipos «Ángeles» y «Demonios». Debido a la muy baja recepción, 0.7 puntos de sintonía según Ibope Time, fue retirado de la parrilla dos semanas después. Fue el único realizado por el canal, puesto que Romero abandonó el rubro en ese mes.
Frecuencia Latina lanzó en el 2013 Bienvenida la tarde: la competencia, conducido por Laura Huarcayo, junto a los actores cómicos Carlos Vílchez y Alfredo Benavides en roles secundarios; el espacio era en realidad una reestructuración de un programa concurso familiar lanzado dos años antes. En el 2014 esa casa televisora lanzaría Titanes y después una versión licenciada de Calle 7. Sin embargo, ambos programas fueron una auto-competencia de Bienvenida la Tarde, además no lograron los resultados esperados en cuanto a audiencia, por lo que fueron cancelados al poco tiempo de salir al aire. A finales de 2015, el mencionado programa concurso de Latina fue finalizado debido a la falta de originalidad en sus secuencias y la poca inversión que le generaba. Fue reemplazado por Verano extremo durante la estación de verano del año siguiente.
En 2016 parte del elenco de Combate fue incorporado a los nuevos programas El origen de la lucha (América), bajo el equipo Retadores. Además, la pareja de conductores Díaz-Schuller y la productora Crousillat formaron el nuevo Reto de campeones (Latina), con la ayuda de los exparticipantes de BLT. Ambos programas tuvieron solo una temporada para posteriormente anunciar su regreso al canal 9.
En diciembre del 2018, Combate, luego de varios años de cambios de formato, conductores, productores (siendo la última, Cathy Sáenz Ayllón), cambios que hicieron perder popularidad y audiencia frente a su competidor Esto es guerra de América, llegó a su fin después de más de siete años. Si bien ATV reemplazó por su formato similar America Ninja Warrior, dejó como único reality de competencia en televisión nacional al mencionado de América, el cual acogió a varios que pertenecían al antecedido programa y renombró en futuras temporadas a Guerreros contra combatientes. No obstante, este se volvió franquicia para extenderse a otros países hispanos.
A fines de marzo de 2020, el reality de América Televisión quedó en suspenso debido a la expansión de la enfermedad del COVID-19, luego de la presión mediática y la falta de responsabilidad frente a la pandemia al emitirse programas grabados. El reality fue reemplazado temporalmente por la edición especial de América Noticias. Se anunciaba su regreso para varias fechas pero fueron postergadas debido a la extensión de la cuarentena y la falta de permisos para «operar como empresa de telecomunicaciones». El 25 de mayo, el programa regresó a la televisión, después de 70 días sin salir al aire, en estrictas medidas de seguridad dictadas por el gobierno, y sin público.
En 2022 Willax anunció el programa Esto es bacán, como parte del programa ómnibus de ayuda social Sorpréndete, que se emite los sábados en horario estelar. A pesar de su bajo presupuesto en la realización de pruebas y un reducido grupo de integrantes, contó con la conducción de Gian Piero Díaz y Rossana Fernández-Maldonado junto a Peter Arévalo en la narración y Luis Enrique Outten como el personaje "El Jefe". Si bien intentó continuar el legado del programa Combate, la productora Marisol Crousillat negó estar involucrada en el proceso creativo.

## Temas en programas de competencia física juvenil

### Chicos reality
Según Alexander Huerta de la PUCP, se adoptó el término «Chicos reality» para diferenciar las personalidades televisivas de otro tipo de formatos. Se convocaron entre ellos modelos y colaboradores de empresas comerciales que ingresaron por medio de casting antes de su estreno, que incluye al programa especial Esto es guerra Teens, o esporádicamente por medio de invitación de la producción.
Algunos de ellos también se convirtieron en figuras de los canales de televisión y en ocasiones en conductores de espectáculos y otros segmentos. Posteriormente alcanzaron al siguiente medio de comunicación, la radio. Para separar de los competidores de nuevas temporadas, se recurre al término «históricos» aquellos que permanecen como concursantes por varias temporadas en tal género.
En las temporadas principales de los programas Combate y Esto es guerra eligen entre 12 a 24 participantes distribuidos en dos equipos. Según La República, de los 21 concursantes en la edición del décimo aniversario de Esto es guerra, en 2022, solo se destacan dos personalidades en el deporte profesional y nueve en el modelaje.
Estos integrantes también se presentaron en los circos musicales desde sus primeras temporadas. En julio de 2013 el programa Esto es guerra anunció su propio circo de toque musical con la participación de sus integrantes. Durante su estreno, tos eventos tuvieron baja recepción del público y de los auspiciadores. En julio de 2018, dicho circo regresó con un nuevo formato en el Mall del Sur, para recuperar así la recepción del público durante dos temporadas, mientras que en 2023 volvió luego una interrupción de cuatro años.
En 2016, un sondeo del Consejo Consultivo de Radio y Televisión (CONCORTV) de 9000 entrevistados a nivel nacional señala que el 52% de niños y niñas de 7 a 11 años quieren ser de adultos futuras personalidades de los reality de competencias. En ese sondeo, el 34% de los encuestados cree que los realities de competencia ofrecen un lenguaje grosero. Por lado opuesto, una muestra de 2019 a cargo de dos universitarios de la Universidad Nacional Toribio Rodríguez de Mendoza señalan que de los 82 alumnos de la Institución Educativa Emblemática San Juan de la Libertad, en Chachapoyas, solo el 9 %  de quienes ven programas de espectáculos lo hacen por los programas de competencia y el 43.9 % se identifican positivamente con las personalidades de este tipo.

#### Salarios
La alta rentabilidad de los programas y el ingreso de auspiciadores permitió que los concursantes recibieran mayores salarios para permanecer en ella independientemente de su trayectoria televisiva. Según Ethel Pozo, el aumento de los salarios se debe con el tiempo y el presupuesto invertido en producción y sus talentos.
Sobre Esto es guerra, Magaly Medina considera que «[el personaje] más pintón y mediático puede ganar hasta 12 000 dólares mensuales»; caso que en el 2016, Mariana Ramírez del Villar negó que existan grandes sueldos —a raíz de un reportaje de La noticia rebelde que señaló ganar ingresos mensuales en miles de dólares—. Sobre Combate, la primera temporada (2011) alcanzó el récord de cinco mil soles por Miguel Rebosio. Posteriormente, la exconcursante Fabianne Hayashida justificó que solicitó aumentar su salario a 3 500 dólares luego de recibir una propuesta similar en el programa de la competencia en 2013. El deportista David Zegarra señaló en 2022 que ofrecieron un salario de mil dólares, mayor a los 1 200 soles que ofrecía el Instituto Peruano de Deporte. Más allá del presupuesto, las personalidades que reciben mayor aceptación en discotecas ganan ingresos de forma independiente en ese rubro, en 2015 estas personalidades fueron recurrentes en eventos fuera de Lima con ingresos mínimos de US$ 3,000 según el productor José Víctor Vergara para el diario Gestión.
Durante la pandemia de COVID-19, el gerente general de ProTV Diego Quijano señaló que se redujeron los sueldos a la mitad debido a las facilidades que se dieron a los auspiciadores. En octubre de 2020 se cambió su tipo de publicidad por su nuevo enfoque hacia el público familiar. Posteriormente el productor de EEG, Peter Fajardo, dijo en 2023 que «hoy estamos por debajo de [15 mil dólares] (mayor valor obtenido por Micheille Soifer) y porque la situación del país no está como antes».

#### Culto de la imagen
Un tema de discusión es la apreciación y obtención de la imagen físicade los concursantes como referente de la audiencia por sus logros. Además, hay que tener en cuenta los efectos psicológicos que los espectadores jóvenes atribuyen a los concursantes, como la inteligencia emocional, la agresividad y otros comportamientos. La columnista de Caretas, Patricia Salinas, señalaba una tendencia de body shaming hacia las participantes mujeres.
En el programa de Beto Ortiz, La noticia rebelde, señaló la demanda de esteroides anabólicos de algunos concursantes tras el escándalo del deportista panamericano Mauricio Fiol. Magaly Medina mencionó en 2015 que «ciertos concursantes» habían usado esteroides y ácido hialurónico para la formación de cuerpos esculturales, con efectos secundarios en la voz y otros órganos. En respuesta al escándalo, varias personalidades desmintieron el uso de componentes hormonales para justificar su desarrollo físico.

#### Formación de estilo de vida alejado a la realidad
Además de los estereotipos de belleza, la Universidad Nacional Mayor de San Marcos evidenció la preferencia de las personificaciones de sus concursantes en el programa alejado de la realidad social. La exconcursante de Combate y Bienvenida la Tarde, Darlene Rosas, explicó las dificultades de sobrellevar la vida de «chica reality» y su carrera actoral. Ella comentó que obtener un rol para la serie Al fondo hay sitio tuvo que deshacerse de su anterior imagen de los mencionados realities:

Si tienes mucha popularidad [en los programas concurso], ganas dinero porque te salen presentaciones; pero por otro lado te encasillan, los productores no te toman en serio, creen que no puedes dar más, que no puedes hacer otra cosa. [En Combate] creé un personaje, traté de ser una chica ingenua y tonta porque era un programa dirigido a niños y adolescentes. Lamentablemente empecé a recibir críticas [del público] por ello, en las redes sociales me decían "hueca", pero no me importaba porque sabía que no era verdad.

En 2022, Álvaro Pérez Moral, exconcursante de Combate, admitió que fue estigmatizado cuando se formó como periodista.

#### Personalidades destacadas
Varias personalidades ya se dedicaban a otros rubros antes de ingresar a los formatos mencionados y fueron convocados como chicos reality en general. Entre los deportistas destacan: Miguel «Conejo» Rebosio (exfutbolista), David «Pantera» Zegarra (boxeador), Jonathan Maicelo (boxeador), Francisco «Paco» Bazán (exfutbolista y actor), Diego Chávarri (exfutbolista), Diego Gemínez (exfutbolista), Vania Torres (surfista y actriz), Jacobo «Yaco» Eskenazi (actor y exfutbolista),Nicola Porcella (exfutbolista y piloto de aviación), Said Palao (judoca), Mario Hart (piloto de carreras), Valentina Shevchenko (artista marcial), Alessandro Gandolfo (artista marcial), Duilio Vallebuona (tenista), Kina Malpartida (exboxeadora) y Carla Rueda Cotito (voleibolista).
También se añaden a figuras del espectáculo: Michael Finseth (actor), Miguel Arce (actor), Melissa Paredes (modelo), Dorita Orbegoso (bailarina y actriz cómica), Yahaira Plasencia (cantante y bailarina), Darlene Rosas (modelo), Vania Bludau (exbailarina),  Micheille Soifer (cantante), Santiago Suárez (actor), Karen Dejo (actriz y bailarina), Sully Sáenz (modelo), Alejandra Baigorria (empresaria), Andrés Vílchez (actor), Flavia Laos (actriz), Christian Domínguez (cantante y actor), Ricky Trevitazzo (cantante), Jonatan Rojas (cantante), Shirley Arica (modelo y personalidad de televisión), Allison Pastor (modelo), Leslie Shaw (cantante y modelo), Korina Rivadeneira (modelo), Gino Pesaressi (modelo), Andy V, Luisito Caycho (ambos personalidades de televisión), Andrea San Martín (modelo y personalidad de televisión), Jossmery Toledo (expolicía), Laura Spoya (modelo, presentadora de televisión y ganadora de Miss Perú 2015), Gabriela Herrera (bailarina), Nicole Faverón (modelo y ganadora de Miss Perú 2012), Natalie Vértiz (modelo y ganadora de Miss Perú 2011), Alejandro «Zumba» Benítez (bailarín), Ximena Hoyos (exmiembro del programa juvenil América Kids), Andrés Gaviño, Valeria Flórez (también exmiembros de América Kids), Édgar Moreno (modelo y ganador de Mister Venezuela 2008), Melissa Loza (modelo), Romina Lozano (modelo y ganadora de Miss Perú 2018), Jazmín Pinedo (modelo y ganadora de Miss Teen Perú 2008), Francisco «Pancho» Rodríguez (participante de los realitys show de la televisión chilena), Fabio Agostini (participante de los realitys show internacionales), David Villanueva (actor), Fiorella Chirichigno (modelo), Fabianne Hayashira (bailarina), Maluma (cantante), Adso Alejandro (cantante), Kevin Blow (cantante), Paloma Fiuza (bailarina de axé), Brenda Carvalho (bailarina de axé y presentadora), Janick Maceta (modelo), Matías Ochoa (participante del reality show Guerreros), Yiddá Eslava (actriz), Julián Zucchi (exintegrante de las bandas JLM y Parchís), Natalia Otero (también exintegrante de Parchís), Azul Grantón (participante de Guerreros), Génesis Arjona (participante de Esto es guerra Panamá), Ivana Yturbe (modelo), Vanessa Jerí (actriz), Vanessa Tello (modelo), Rafael Cardozo (exbailarín de axé), Stefano Tosso (actor), Antonio Pavón (extorero), Josetty Hurtado (actriz y personalidad de televisión), Prissila Howard (modelo), Sofía Cajo (modelo y ganadora de Miss Teen Perú 2017), Alexis Descalzo (modelo y ganador de Mister Perú 2013), Guty Carrera (exfutbolista), Joselito Carrera (exfutbolista, modelo y presentador de televisión), Israel Dreyfus (modelo), Gala Briê (cantante y actriz), Isabel Acevedo (bailarina), Paula «Polly» Ávila (modelo), Alexandra Liao (modelo y ganadora de Miss Perú Mundo 2010), Rosángela Espinoza (modelo), Benjamín Lukovski (modelo y ganador de Mister Universo 2014), el fallecido Israel Boucher (modelo y ganador de Mister Perú 2016), Alessandra Bonelli (modelo), Alejandro «Chocolatito» Pino (celebridad de Internet), Elías Montalvo (celebridad de Internet), Erick Sabater (modelo y ganador de Mister Universo 2012), Luciana Fernández (modelo y ganadora de Miss Huánuco 2012), Georgette Cárdenas (modelo) y Jimena Espinosa (modelo y ganadora de Miss Perú 2014).
Por otro lado, algunas figuras saltaron a la fama por los dichos espacios de competencia: Austin Palao, Luciana Fuster, Sheyla Rojas, Emilio «Emil» Jaime, Gino Assereto, Jota Benz, Tefi Valenzuela, Diana Sánchez, Brunella Horna, Vasco Rodríguez, Mario Irivarren, Luana Barrón, entre otros. 
En 2023, Mark Vito, exesposo de Keiko Fujimori, fue convocado por «querido y polémico», en palabras del productor de Esto es guerra, Peter Fajardo.

### Relación con la prensa de espectáculos
Desde el nacimiento de Combate, la exposición de la vida privada de los participantes en los realities de competencia hizo que se convirtieran en estrellas para la audiencia y en exclusivas de la emisora, siendo los romances formados entre ellos los más importantes. La exconcursante Alejandra Baigorria recomendaba a los chicos reality «ser responsables (a la hora de afrontar las situaciones) y saber que también tienen tu otra parte, que van a estar Peluchín (Rodrigo González y los comentaristas), que van a opinar a favor y en contra».
La presentadora Magaly Medina señalaba que en 2015, para aumentar el éxito en los realities de competencia, se formaron «parejas ficticias». Tanto Magaly y Tilsa Lozano, quien fue jueza del reality Titanes, añadieron que las personalidades solo se consolidan por su fama que por otros talentos.
El diario nacional El Comercio justificaba en 2014 que los programas son interesantes para la prensa de espectáculos «cuando se trata de jóvenes full fitness con adrenalina, pero suavizada por los sentimientos amicales y grupales». En el 2014, durante la emisión del programa Combate, Gian Piero Díaz realizó un inusual anuncio acerca de la relación de los temas de concursantes en los diarios impresos con el aumento de tirajes. «Lo que ustedes pueden ver en Combate es contenido totalmente blanco. Lo único que pido a ustedes señores de los diarios, es un buen contenido en cuanto a información. Combate ha sido pionero en programas de competencia», comunicó con molestia a los diarios. De inmediato, el público reaccionó haciéndolo tendencia en las redes sociales.
Por temor a ser aprovechados por programas de espectáculos de la competencia, los productores de América y Andina solicitaron a los integrantes de programas concurso dejar de hacer declaraciones a la prensa de Latina sin previo aviso, llegando a ser suspendidos por dicha actitud. No obstante, los programas concursos solo tuvieron una participación televisiva en conjunto para la Teletón de 2015.

### Formato
El formato de los programas de competencia juvenil son divididos en temporadas, sin un mecanismo de eliminación formal, ganaron fama por el favoritismo de sus concursantes y la difusión en otros espacios con eventos sociales y discusiones en cámaras. Además, se visibilizan la trivialidad en preguntas de cultura general, los juegos sugestivamente sexuales y las quejas de hostilidad por los concursantes. Estos programas adoptaron a nivel nacional del éxito de la franquicia internacional Calle 7 y otros programas concurso.
El periodista Fernando Vivas señaló la falta de dificultad en los circuitos construidos para los realities de competencia, mientras que RPP comentó a los lectores que «si crees que tus 'guerreros' o 'combatientes' son los más fuertes y ágiles del mundo, es porque no hasta visto a los participante del Ninja Warrior», programa que se emitió en televisión abierta en Perú y que destacó a sus contrapartes peruanos por su desafíos.

### Impacto en la televisión
Se ha consolidado preferencia de la audiencia como reemplazo a otros programas de temática educativa en canales de televisión. Marco Aurelio Denegri, Mayra Couto, Diego Bertie y otros artistas de la televisión criticaron la preferencia de la telerrealidad sobre la cultura artística del país.
El 27 de julio de 2012, durante la transmisión de la inauguración de los Juegos Olímpicos De Londres de 2012, América cortó repentinamente la transmisión para ceder a Esto es guerra; la emisora pidió disculpas un mes después.
En 2014, para un segmento web, Humberto Martínez Morosini indicó que la televisión se «puso triste y escandalosa» por la influencia de los realities cuando «discuten temas sin importancia».
En 2015 el artista nacional Hugo Muñoz «Pitillo», comentó que la participación hacia espectáculos cirquences es innecesaria y que «no [pagarían] por algo que ven gratis en la tele». Ricardo Bonilla, conocido por interpretar a Timoteo en el programa infantil Karina y Timoteo, señaló también en 2015 que tras el declive de los programas infantiles de América el canal da más prioridad por Esto es guerra. En 2019 la actriz Gisela Ponce de León en una entrevista del diario La República señaló que los programas de su tipo «no aportan en nada» y que enseña a la audiencia a «rajar y pelear».
El actor Reynaldo Arenas mostró abiertamente su postura contra este tipo de programas. En 2015 señaló en una entrevista para el portal web de la PUCP que existe primacía en la selección de los realities hacia «personas con los mismos rasgos raciales». También reclamó la carencia de talentos artísticos en estos debido a que «no se les da la oportunidad [al no estar] dentro del prototipo que los productores quieren». En 2022, para Infobae, considera a Milett Figueroa como uno de los casos excepcionales para obtener un rol artístico, ya que «no quiere limitarse a ser una pequeña estrellita de reality, sino que quiere realmente desarrollarse como actriz».
En 2024, Flavia Laos señaló que en Perú predomina el morbo en los programas de telerrealidad, a diferencia de lo que ocurre en otros países.